# České pivo

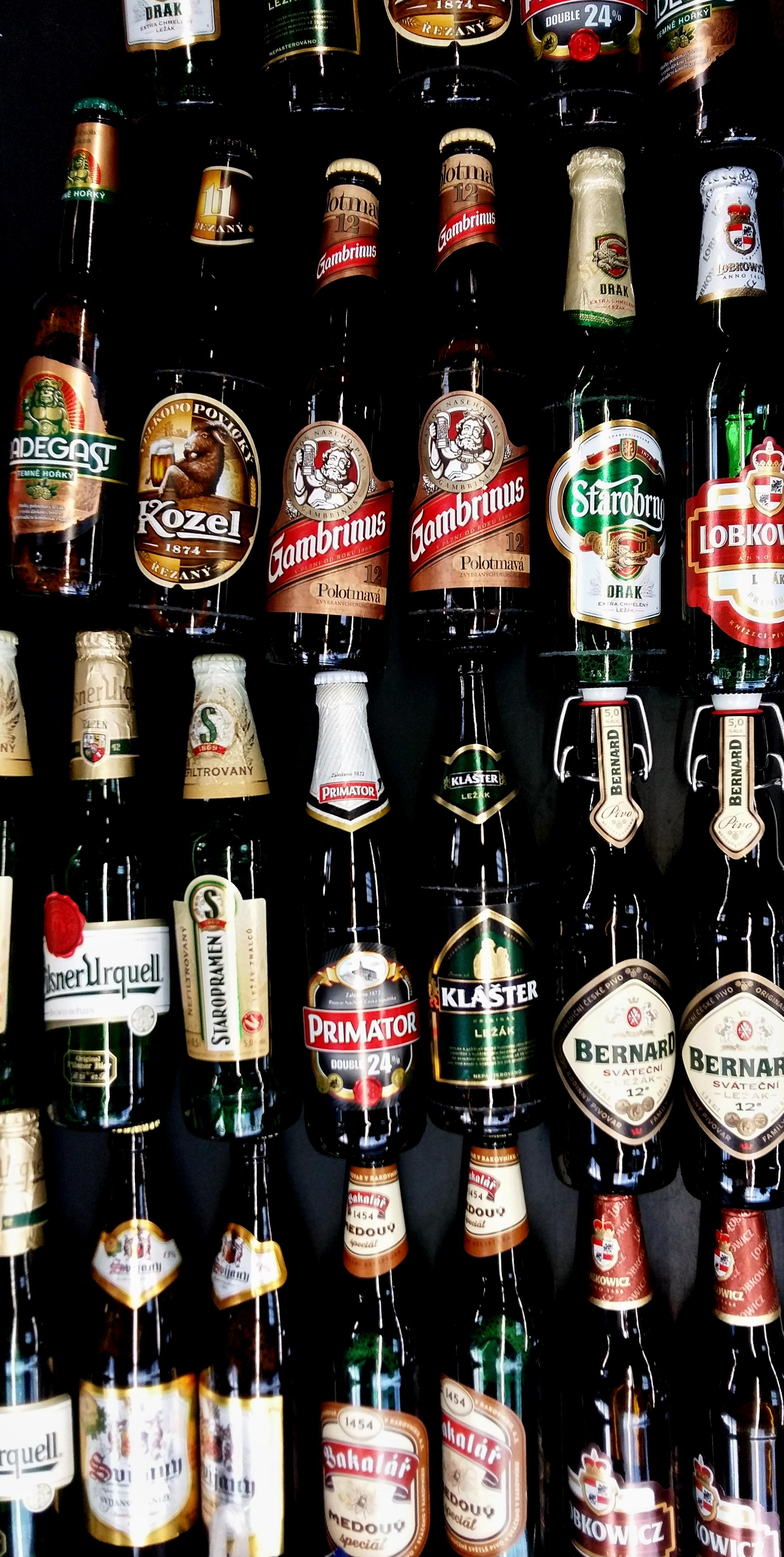
Česká piva

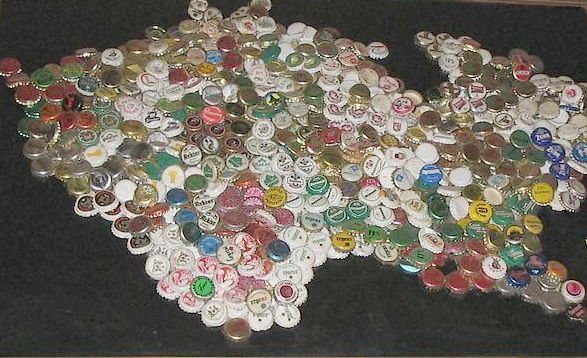
Mapa Česka tvořená místními pivními zátkami

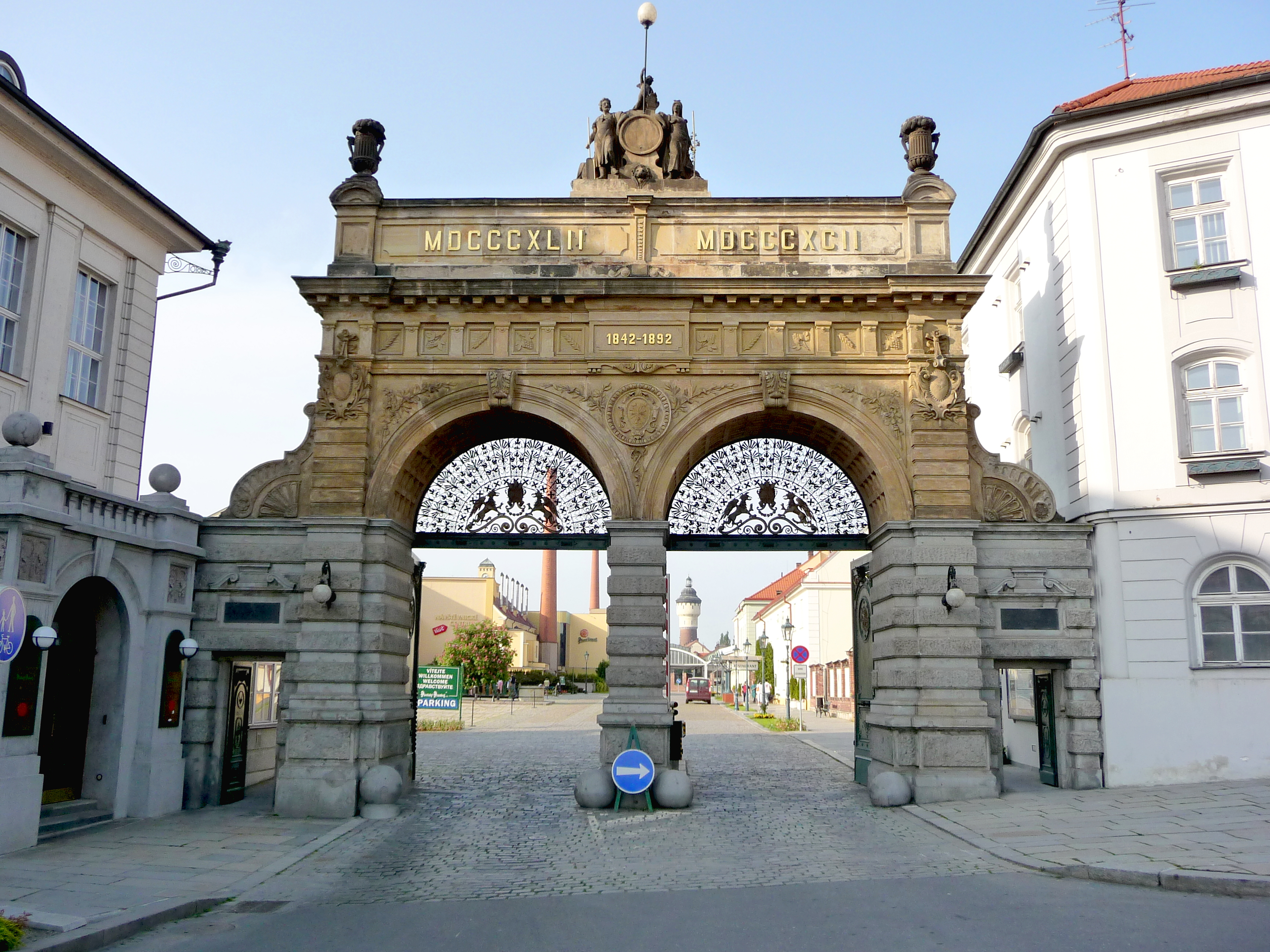
Hlavní brána Plzeňského Prazdroje

České pivo a pivovarnictví má dlouholetou tradici a patří mezi nejznámější piva ve světě. Nejstarší doloženou českou tradici vaření piva má Břevnovský klášter, který byl založen roku 993. Plzeňský Prazdroj (Pilsner Urquell) bylo první pivo plzeňského typu (Pilsner) na světě. Další piva vařená podle této plzeňské receptury se označují jako Pilsner či Pils, tedy pivo plzeňského typu. 
Podle českých předpisů se pivem rozumí: pěnivý nápoj vyrobený zkvašením mladiny připravené ze sladu, vody, neupraveného chmele, upraveného chmele nebo chmelových produktů, který vedle kvasným procesem vzniklého alkoholu (ethanolu) a oxidu uhličitého obsahuje i určité množství neprokvašeného extraktu. Česko má nejvyšší spotřebu i výrobu piva na hlavu na světě.

## Chráněné zeměpisné označení České pivo
České pivo je chráněným zeměpisným označením Evropské unie, jehož účelem je zachovat dobré jméno a kvalitu piva vyráběného na území České republiky. Chráněné zeměpisné označení (CHZO) České pivo bylo zapsáno Nařízením Rady (ES) č. 1014/2008, o zápisu určitých názvů do Rejstříku chráněných označení původu a chráněných zeměpisných označení (České pivo (CHZO), Cebreiro (CHOP)).
Cílem zápisu do rejstříku je chránit tradici českého pivovarnictví, technologii výroby, kvalitu piva a předcházet vzniku napodobenin, které by se za české pivo mohly vydávat a zneužívat tak jeho jedinečných vlastností. Dále jde o to, aby nebyl za české pivo označován výrobek vyrobený v České republice netradičními metodami nebo vyrobený metodami tradičními, ale v zahraničí.
Přesto, že České pivo je pojem, pod kterým si každý cizinec představí podobné nápoje, jsou mezi jednotlivými značkami velké chuťové i výrobní rozdíly. Jenom světlé pivo lze vyrobit mnoha způsoby, každý pivovar má vlastní recept, dobu i teplotu kvašení, místo, kde se kvasí i typ kvašení. Speciálním vyrobením piva, ale rozdíly nekončí. Je známo, že v různých krajích se České pivo čepuje jinak.[zdroj?] Zatímco v Čechách je zvykem[zdroj?] čepovat pivo na jeden zátah, aby se udělala krémová pěna, hovorově „po skle“, na Moravě a Slezsku čepují[zdroj?] pivo na tři i více zátahů z velké výšky. Pěna je naopak tuhá a pivo méně perlivé. Záleží už pak na vkusu jednotlivého člověka.

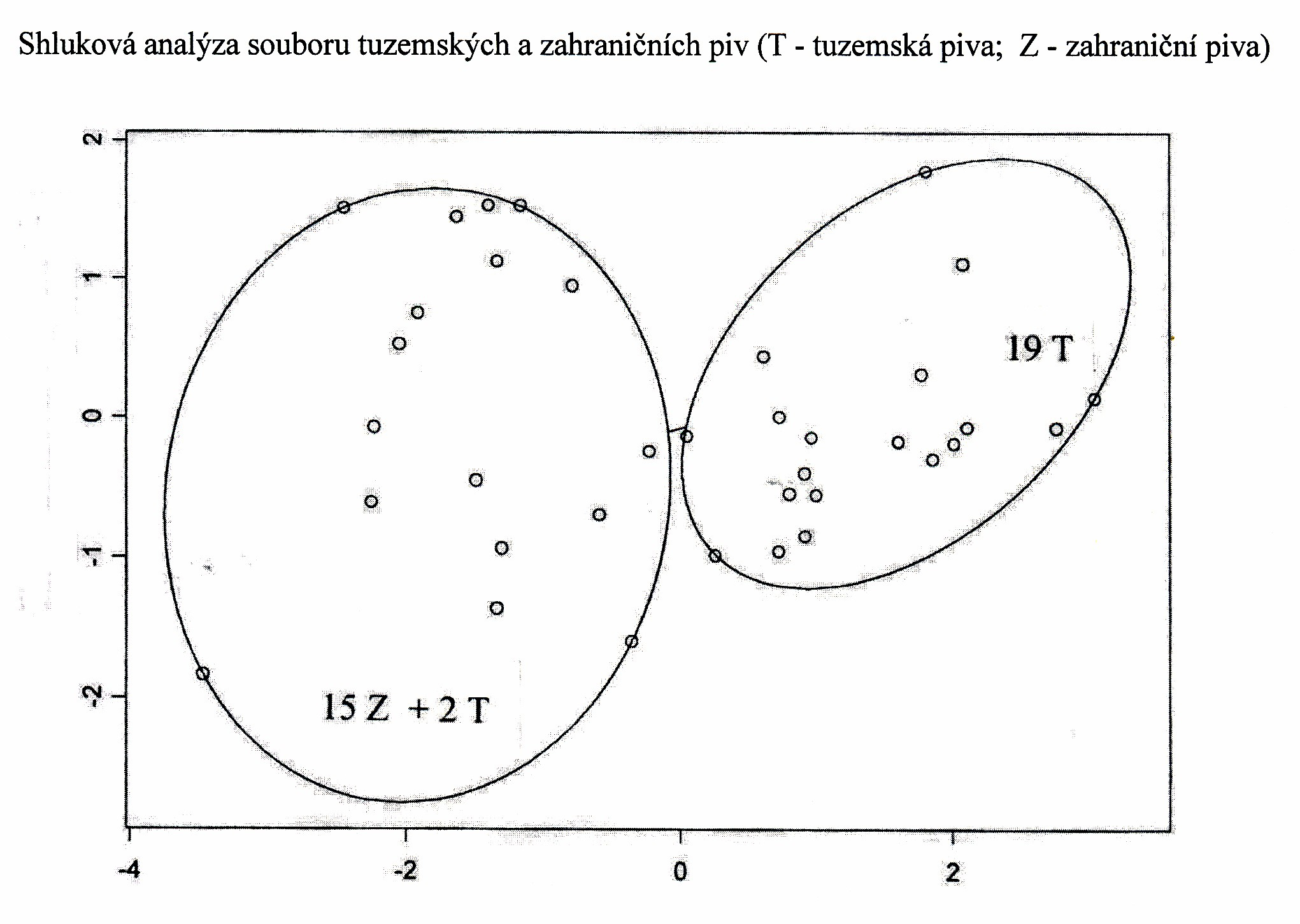
Shluková analýza českých a zahraničních piv

## Nejznámější pivovary
Největšími českými pivními pivovary jsou Pilsner Urquell (značky Plzeňský prazdroj, Gambrinus, Velkopopovický Kozel, Radegast, Master, Proud), Pivovary Staropramen (Staropramen, Ostravar, Braník, Velvet a Pardubický pivovar), Heineken ČR (Krušovice, Starobrno, Březňák, Zlatopramen), Budějovický Budvar (Budweiser Budvar, Pardál), Pivovary Lobkowicz (Lobkowicz, Platan, Uherský Brod, Merlin, Klášter, Rychtář, Černá Hora, Ježek), LIF Group (Svijany, Rohozec, Primátor), Pivovary CZ Group (Holba, Litovel, Zubr). Mezi další nejprodávanější značky patří Bernard, Nymburk a Samson.